# Mechwart András

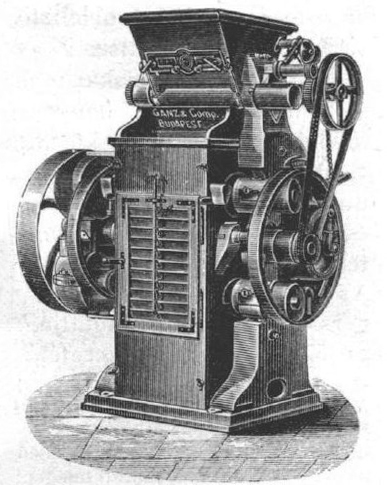
Mechwart András hengerszéke

Belecskai Mechwart András (Schweinfurt, 1834. december 6. – Budapest, 1907. június 14.) gépészmérnök, a magyarországi villamosipar elindítója. Vállalatigazgatóként és feltalálóként is kiemelkedő szerepet játszott abban, hogy a 19. század utolsó harmadában a magyar gép- és villamosgépipar világszínvonalúvá vált.

## Életpályája
Bajorországban született, szülei Mechwart György és Hofmann Erzsébet voltak. Pályáját lakatosként kezdte. Ezután végezte mérnöki tanulmányait Augsburgban. Nemsokára a Károly-Lajos-vasúti igazgatóságnál kilátásba helyezett mérnöki állás elfoglalása érdekében Pestre jött. Itt megismerkedett Ganz Ábrahámmal, akinek 1859-ben belépett kis vasöntőműhelyébe, amely az ő munkássága révén – főként Ganz halála után – jelentős vállalattá fejlődött. Mechwart és igazgatótársa, Eichleiter Antal, Keller Ulrikkal átvette a vállalat irányítását az örökösöktől.
Mechwart lett az 1869-ben részvénytársasággá alakult Ganz és Társa-Danubius Villamossági-, Gép-, Waggon- és Hajógyár Rt. műszaki igazgatója, majd vezérigazgatója. 1874-ben Eichleiter távozott a cégtől. Ebben az évben találta fel a kéregöntésű, rovátkolt hengerekkel dolgozó hengerszéket, és ezzel a magyar malomipar aranykorát alapozta meg. A gazdasági válság idején megpróbált „több lábon állni”, ezért 1878-ban megalapította a Ganz-gyár elektromos osztályát, és az elektrotechnika területén eredményes feltalálókkal világszínvonalút alkotott. Olyan kiváló szakemberekkel vette körül magát, mint Zipernowsky Károly, Bláthy Ottó Titusz, Déri Miksa, Kandó Kálmán, Neustadt Lipót és Fischer Béla.
Munkásságáért 1899. november 13-án nemességet és belecskai nemesi előnevet kapott I. Ferenc József magyar királytól.
Számos kiváló mérnök került ki a Ganz-gyárból. Így Hoór-Tempis Móric, Pöschl Imre és Cserháti Jenő a Műegyetem tanárai lettek, a gépészek közül Bánki Donát, Csonka János. A gyár hírneve vonzotta a külföldi mérnököket. Ott dolgozott a gyárban Nikola Tesla, Milan Vidmar és Friedrich Uppenhorn is.
Ebben az időben vette át a válságba került pesti vagongyárat is. Találmányai közé tartozik a gőzüzemű illetve petróleumüzemű szántógép is (1896).

## Házassága és leszármazottjai
Felesége Eichleiter Lujza (1846–1924), akitől született:
- belecskai Mechwart Ernő (1870–1942).[4]
- belecskai Mechwart Hugó (1874–1971)
- belecskai Mechwart Emma, dr. Nagy Jenő ügyvéd felesége.[5]

## Elismerései
- Ferenc József-rend
- Vaskorona-rend
- kereskedelmi érdemeinek méltánylásául az Osztrák–magyar bank igazgatósági tagjává választották
- az MTA az első Wahrmann-aranyéremmel jutalmazta (1897)
- nemességet kapott (1899)

## Emlékezete
Nevét őrzi Budapest II. kerületében, az egykori Ganz-öntöde (ma Öntödei Múzeum) közelében a Mechwart liget, ahol mellszobra is áll. (Az eredeti egész alakos szoborcsoportot 1913. november 16-án leplezték le, amely Strobl Alajos műve volt. A második világháborúban megsérült, ezért lebontották. A jelenlegi mellszobor Kocsis András Kossuth-díjas szobrászművész alkotása.)
Nevét őrzi még a Debreceni SZC Mechwart András Gépipari és Informatikai Szakgimnáziuma Debrecenben.
Nevét őrzi a 2005. november 4-én felfedezett 255257-es sorszámú kisbolygó.

## „A Mechwart-féle tengely-kapcsoló” (A Pallas nagy lexikona)

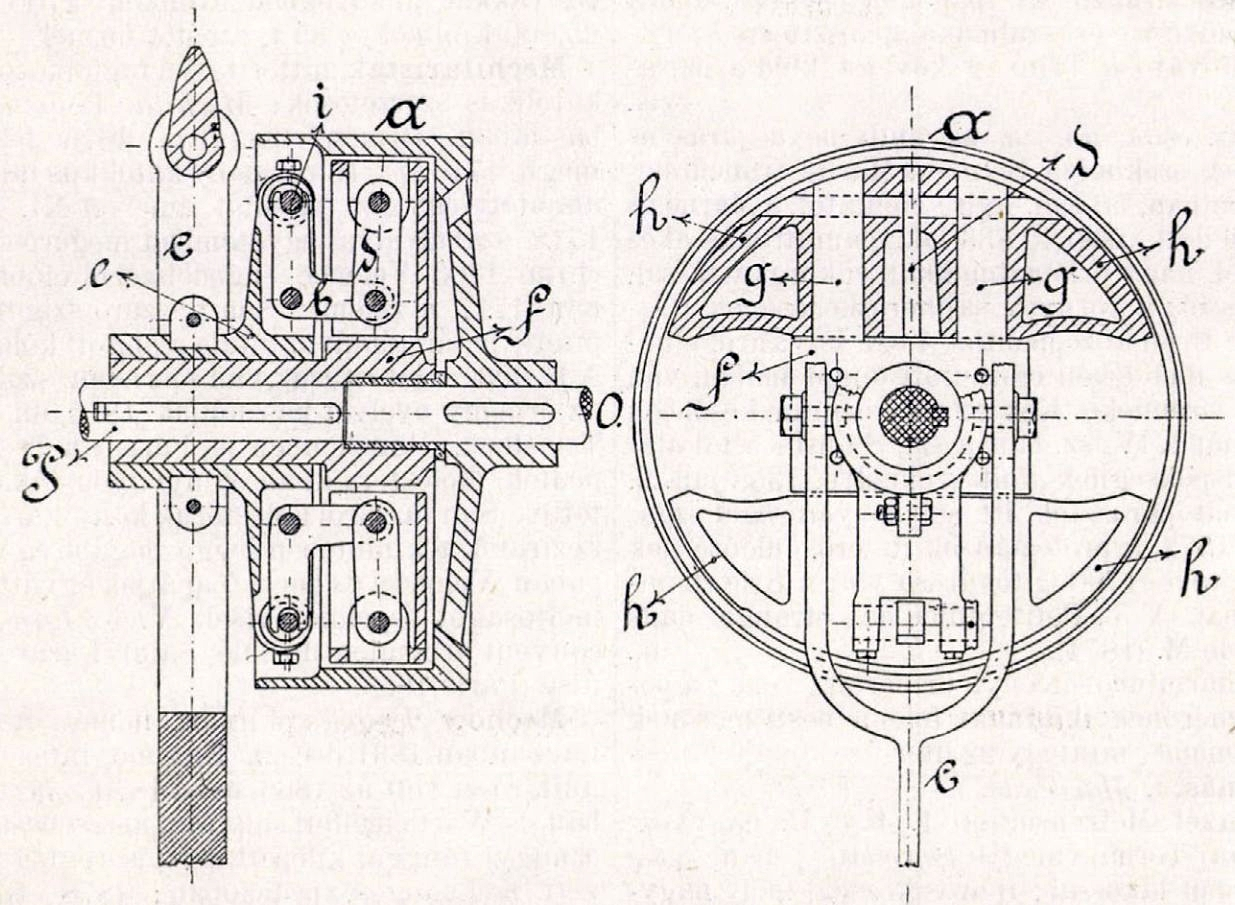
A Mechwart-féle tengelykapcsoló metszete

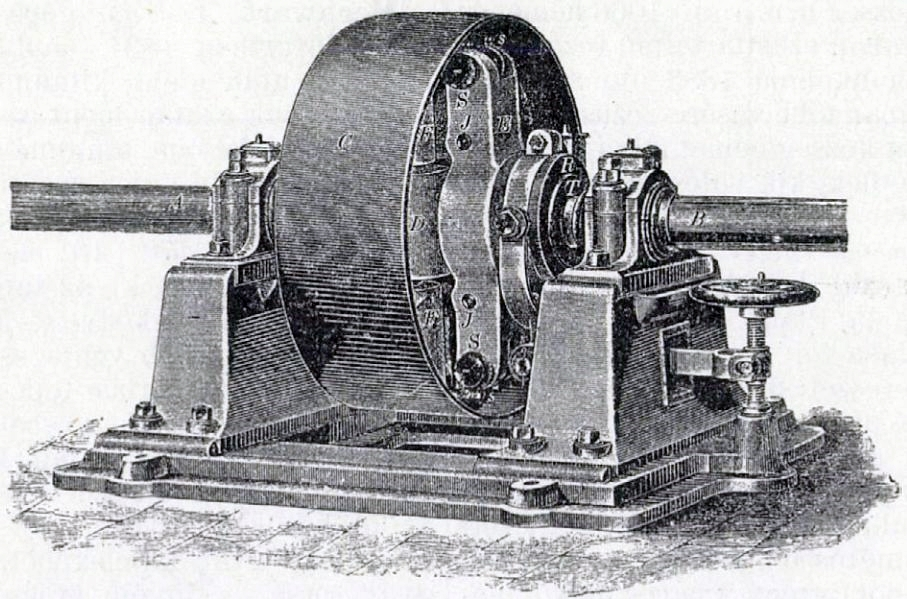
A Mechwart-féle tengelykapcsoló

„A Mechwart-féle tengely-kapcsoló olyan készülék, mellyel transzmisszió-tengelyeket forgásuk közben is összekapcsolhatunk. Szerkezetét az bal oldali ábra a tengellyel párvonalos síkban vágva, a jobb oldali ábra pedig alsó részét nézetben, a felső részen azonban a súrlóféket vágva láttatja. Itt az o hajtótengelyre ékelt a kerék belsejében két h betüvel jelölt súrlódó fej van, melyek mindegyike csaknem teljes félkört alkot, s a P hajtott tengelyre ékelt f hüvelybe erősített párvonalas gg vontatórudakon van vezetve. A súrlódás okozta kerületi erő létesítésére való nyomóerőt az e nyomóhüvelyre kapcsolt kétágu b szegletemeltyük közvetítésével nyerik. Ezek az emeltyük sarkpontjuknál fogva csuklósan vannak az e nyomóhüvely ágainak belső részébe kapcsolva s vizszintes ágaikkal a h súrlódó fejekhez kapcsolt ¶ függőrúdba kapaszkodnak, mig függőleges ágaikkal a nyomóhüvely ágainak felső végébe dugott excentrikus csapokba kapaszkodnak úgy, hogy ezekkel kopás esetén a súrlódó fejeket bizonyos határig kijjebb szoríthatjuk. Ha a h súrlódó fejeket az emeltyükkel úgy állítjuk be, hogy a kerületi erőhöz szükséges beszorítás után a ¶ függőrudak belső csuklói csaknem a külsőknek összekötő vonalaiba jutnak, akkor az e szorítóhüvely benyomására csak igen kis tengelyirányú erőre van szükség. Ennek a tengelykapcsolónak jósága főképen abban rejlik, hogy a kapcsoláskor tengelyirányban kis erő kell, s a súrlódó fejek kopását az excentrikus csapokkal könnyen pótolhatjuk. Ezeket a tengelykapcsolókat a Ganz és Társa-féle gépgyár már 1884 óta szép sikerrel alkalmazza. Az alsó ábra a Mechwart-féle tengelykapcsolónak nagyobb fekvő tengelyekhez szokásos elrendezését mutatja. Az A tengely C dörzsölő kereket, a B tengely pedig a dörzsölő saruk vezetésére való F rudakat tartó D tokot tartja, melynek T agyán mozog a kétágu E átló. Ezt az átlót agyának nyakán két részű gyűrű övedzi, melyet a jobb oldali csapágy tartón átnyúló könyök villaágai a könyök vízszintes karjába kapcsolt sróffal beljebb vagy kijjebb tolhat. Ha a srófra ékelt kézi kerékkel a könyök vízszintes karját felfelé emeljük, A és B tengely lassan egymásba bekapcsolódik, ha pedig lejjebb toljuk, egymásból kikapcsolódnak.”

## Galéria

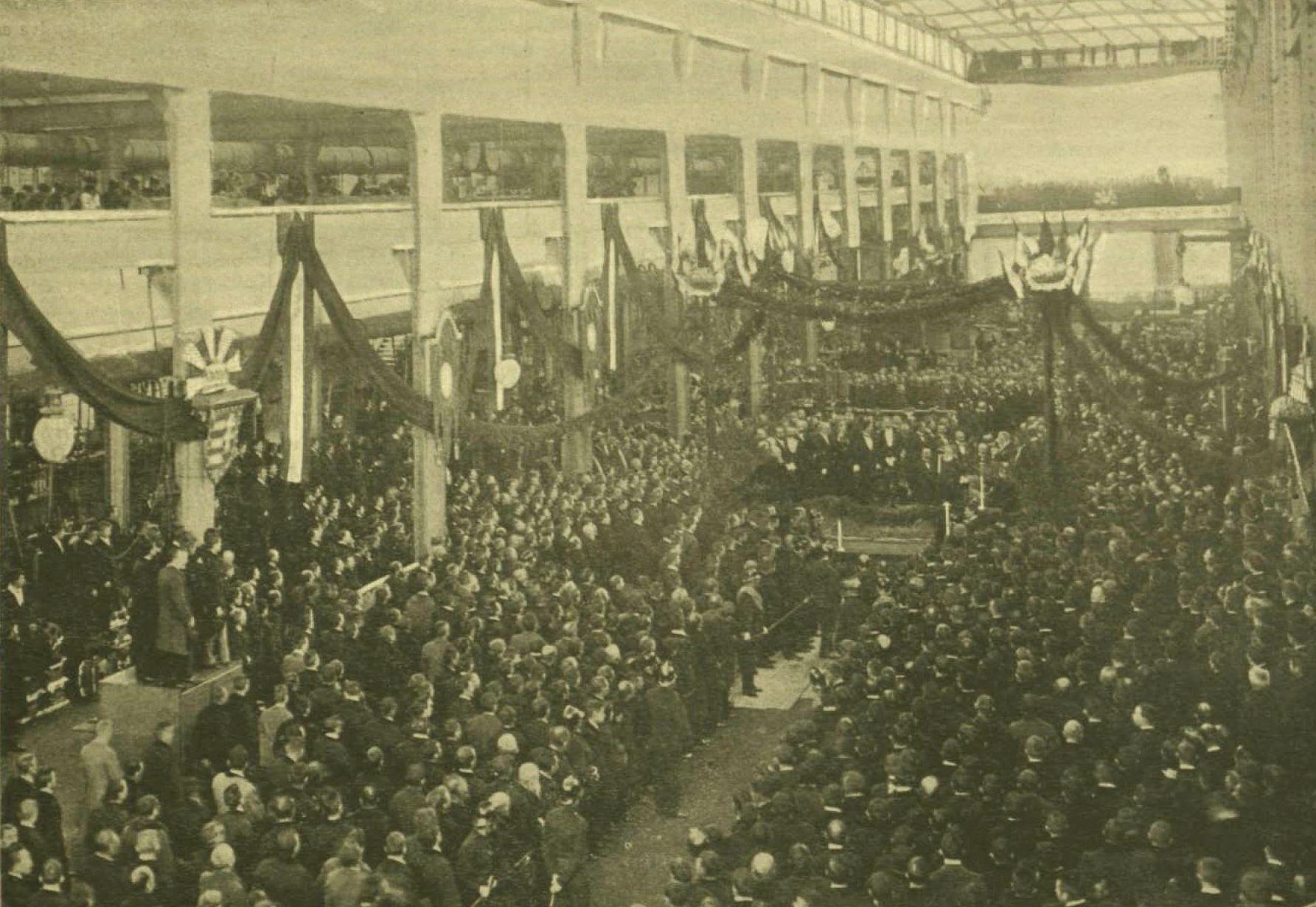
Jubileumi ünnepély a Ganz-gyárban Mechwart András hivatalba lépésének 40. évfordulóján
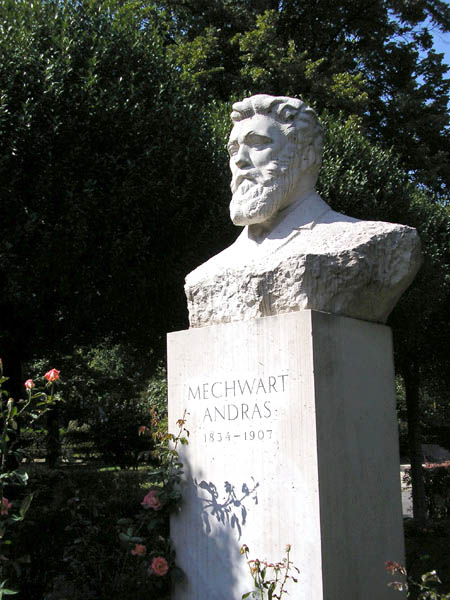
Mechwart András mellszobra a róla elnevezett parkban
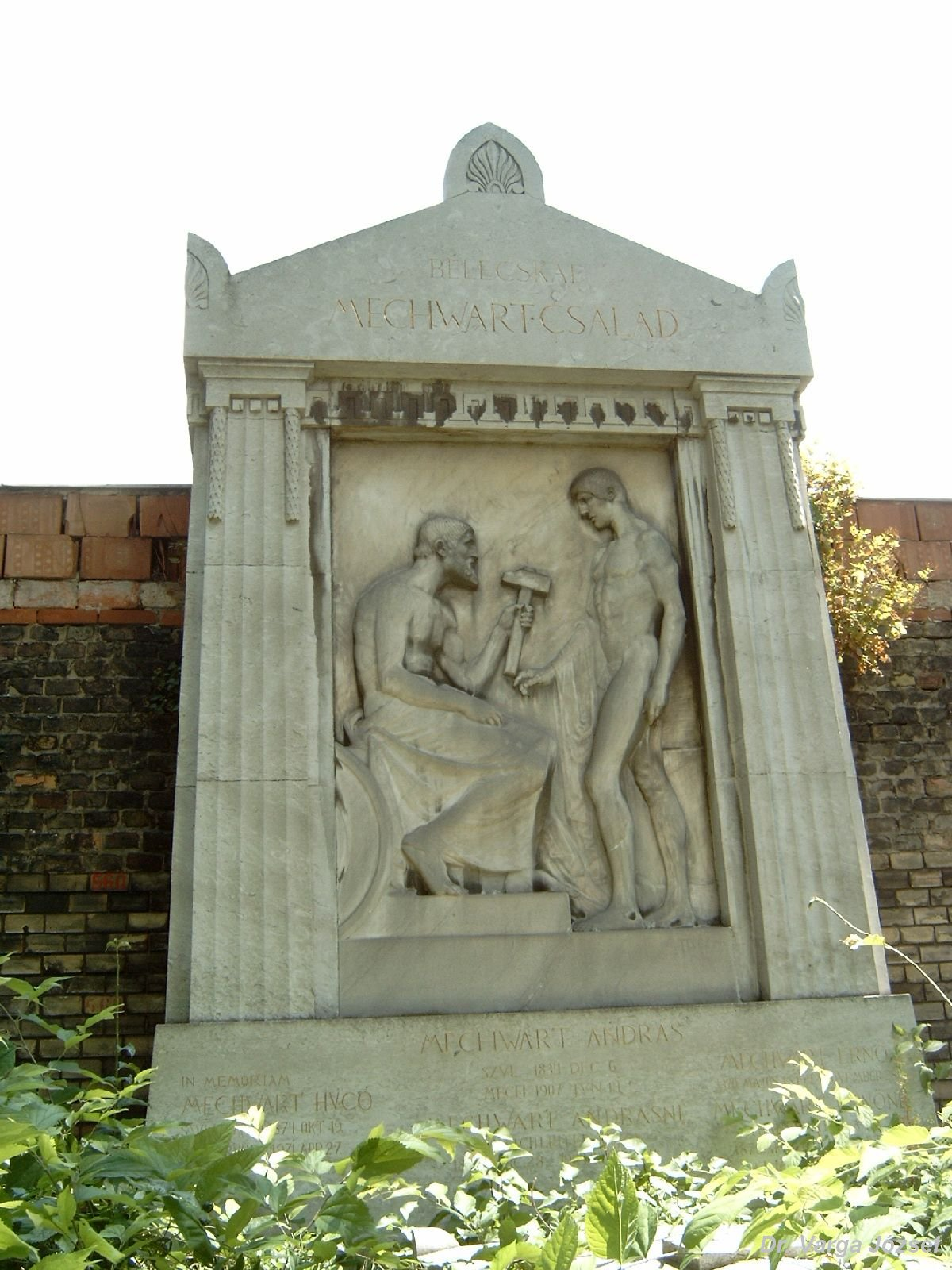
Mechwart András sírja Budapesten. Kerepesi temető J. 560 Telcs Ede szobrász és Alpár Ignác építész alkotása